# Kaiya Jones
Kaiya Jones es una actriz australiana de origen escocés, más conocida por haber interpretado a Jess Cooper en The Saddle Club y a Sophie Ramsay en Neighbours.

## Biografía
Nació en Escocia y a los ocho años se mudó con su familia a Australia. Es hija de Cameron y Gillian Sneddon; tiene dos hermanos menores: Freya y Hamish.

## Carrera
De 2008 a 2009, interpretó a Jessie "Jess" Cooper durante la tercera temporada de la serie familiar The Saddle Club.
En mayo de 2009, se unió al elenco de la exitosa serie australiana Neighbours, donde interpretó a Sophie Ramsay. hasta el 29 de marzo de 2013. El 7 de abril de 2014, Kaiya regresó brevemente a la serie y se fue nuevamente el 8 de abril del mismo año.
En 2014 apareció en la serie Party Tricks, donde dio vida a Matilda McLeod.

## Filmografía

### Series de televisión
| Año         | Serie                          | Personaje      | Notas         |
| ----------- | ------------------------------ | -------------- | ------------- |
| 2008 - 2009 | El club de la herradura        | Jessie Cooper  | 27 episodios  |
| 2009 - 2014 | Neighbours                     | Sophie Ramsay  | 295 episodios |
| 2013        | Miss Fisher's Murder Mysteries | Poppy Brown    | 1 episodio    |
| 2014        | Party Tricks                   | Matilda McLeod | 6 episodios   |
| 2015        | Footballer Wants a Wife        | Asistente      | 2 episodios   |

### Películas
| Año  | Título | Personaje | Notas        |
| ---- | ------ | --------- | ------------ |
| 2013 | Coping | Abigail   | Cortometraje |

### Directora y escritora
| Año  | Título | Notas                         |
| ---- | ------ | ----------------------------- |
| 2013 | Coping | corto - directora & escritora |